# Сулиця (річка)
Сули́ця — річка в Україні, в межах Лохвицького і Лубенського районів Полтавській області. Права притока Сули (басейн Дніпра).

## Опис
Довжина річки 49 км (за іншими даними — 41 км), площа басейну 275 км². Долина трапецієподібна, завширшки до 1,5 км. Заплава подекуди заболочена. Річище помірно звивисте, на значній протяжності випрямлене, завширшки пересічно 5—7 м. Похил річки 0,37 м/км. 

## Розташування
Сулиця бере початок на північ від села Яблунівки. Тече переважно на південь (частково на південний захід). Впадає до Сули на південь від села Висачок. 

## Джерело
- Географічна енциклопедія України : [у 3 т.] / редкол.: О. М. Маринич (відповід. ред.) та ін. — К., 1989—1993. — 33 000 екз. — ISBN 5-88500-015-8.
- Сулиця // За ред. А. В. Кудрицького. Полтавщина : Енцикл. довід.. — К. : УЕ, 1992. — С. 1024. — ISBN 5-88500-033-6. — с. 894
- «Каталог річок України». — К. : Видавництво АН УРСР, 1957. — С. 107. — (№ 1829).
- Словник гідронімів України — К.: Наукова думка, 1979. — С. 539 (Сулиця № 2)

| Річка | Це незавершена стаття про річку. Ви можете допомогти проєкту, виправивши або дописавши її. |